# Сент-Обен, Габриель-Жак де
Габриель-Жак де Сент-Обен (фр. Gabriel-Jacques de Saint-Aubin; 14 апреля 1724, Париж — 14 февраля 1780, Париж) — французский живописец, рисовальщик и гравёр стиля рококо. Самый прославленный из большой семьи художников де Сент-Обен.

## Биография
Габриэль-Жак происходил из семьи художников, он был сыном Габриеля-Жермена де Сент-Обен (1696—1756), вышивальщика короля Людовика XV, и Анны Буассе, также королевской вышивальщицы. Кроме него, известными художниками были его братья Шарль-Жермен, Огюстен и Луи-Мишель и многие другие члены семьи.
Учился сначала у отца, затем, в 1747 обучался в Королевской академии живописи и скульптуры в Париже под руководством Этьена Жора, Франсуа Буше и Гиакинфа Коллен де Вермонта. Некоторое время преподавал рисунок в частной школе искусств (L'École des Arts), созданной Жаком-Франсуа Блонделем. Его первые гравюры датируются 1750 годом.
После трёх неудач на соискание Римской премии по живописи с 1752 по 1754 год он порвал с Королевской академией живописи, чтобы присоединиться в 1774 году в Риме к Академии Святого Луки и к Салону Колизея (Salon du Colisée) в 1776 году. Вернувшись на родину, жил и работал, в основном, в Париже.

## Творчество
Габриэль-Жак де Сент-Обен проявил себя в историческом, портретном, пейзажном жанрах. Изображал бытовые сцены. Был акварелистом, гравёром, рисовальщиком, иллюстратором. Он создавал иллюстрированные каталоги салонов и распродаж. Его рисунки, офорты и акварели представляют собой драгоценную летопись парижской художественной жизни в XVIII веке.
В специальную тетрадь, насчитывающую более сотни страниц, он записывал свои впечатления и заносил рисунки. 20 ноября 1941 года эту тетрадь приобрёл музей Лувра и она была издана под названием «Книга набросков Габриэля де Сент-Обена» (Livre de croquis de Gabriel de Saint-Aubin). Книга включает 108 страниц, 103 из которых проиллюстрированы и аннотированы автором между 1759 и 1778 годами. Художник как бы приглашает нас пройтись по улицам Парижа, открыть для себя некоторые из его памятников, поделиться событиями его маленького мира, населённого молодыми женщинами, занятыми чтением, музыкой или рукоделием, бродячими актёрами и торговцами. Среди прочего, на полях книги можно найти набросок Мари-Жанны Буше, жены художника Франсуа Буше, влияние творчества которого безусловно испытал Сент-Обен.
Сент-Обен много рисовал карандашом и писал акварелью с натуры. Для короля Людовика XV он создавал эскизы рисунков тканей, кружев, изделий из фарфора, театральных программ, пригласительных билетов на балы и музыкальные представления. «Он был одним из самых неутомимых рисовальщиков века», — писал о нём его младший брат Огюстен де Сент-Обен.

## Галерея
- Общество на прогулке. 1760—1761. Бумага, акварель, гуашь, тушь, перо, кисть. Государственный Эрмитаж, Санкт-Петербург
- Представление бродячих артистов. 1760. Холст, масло. Национальная галерея, Лондон
- Сельские танцы. 1760—1762. Холст, масло. Музей Гетти, Калифорния
- Прогулка на бульваре. 1760-е гг. Бумага, карандаш, тушь, кисть. Чикагский институт искусств
- Батильда Орлеанская с сыном Луи Антуаном Анри де Бурбоном. 1773. Тонированная бумага, итальянский карандаш, белила. Музей Конде, Шантийи
- Представление балета Ж.-Б. Люлли «Армида» в зале Парижской оперы в 1761 году. Бумага, карандаш, акварель, гуашь. Музей изобразительных искусств, Бостон
- Архитектор Жак Суффло перед церковью Св. Женевьевы. Ок. 1760 г. Бумага, карандаш, кисть, коричневые чернила и акварель. Музей Бойманса — ван Бёнингена, Роттердам
- Вид на ярмарку Безона. 1750. Офорт. Национальная галерея искусства, Вашингтон